# Herb gminy Bobrowice
Herb gminy Bobrowice – jeden z symboli gminy Bobrowice.

## Wygląd i symbolika
Herb przedstawia na tarczy w srebrnym polu na zielonym wzgórzu postać czarnego wspiętego niedźwiedzia. Po prawej stronie znajduje się złoty ul, po stronie lewej – czerwona wieża miejska z otwartą bramą.